# Hoia-Baciu

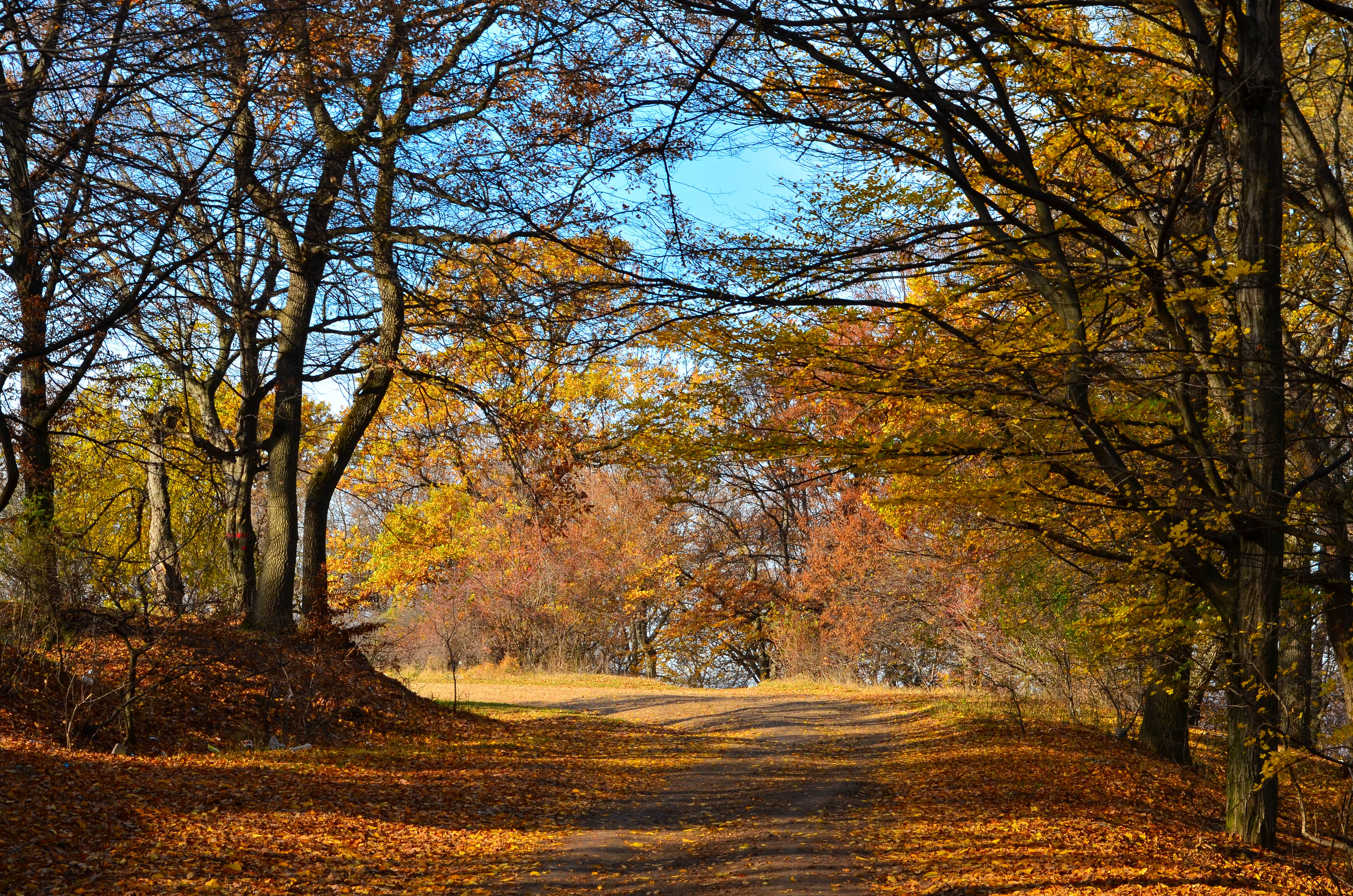
Waldweg im Hoia-Baciu im Herbst

Der Hoia-Baciu (rumänisch Pădurea Hoia-Baciu) ist ein dichtes Waldgebiet im Zentrum von Rumänien. Er liegt westlich von Klausenburg und gilt offiziell als Erholungs- und Wandergebiet. In modernen Subkulturen und Protowissenschaften ist der Wald hauptsächlich als „Hotspot“ angeblicher paranormaler Phänomene bekannt.

## Geografie und Geschichte
Der Hoia-Baciu liegt in der historischen Region Transsylvanien (ehemaliges Großfürstentum Siebenbürgen) im Zentrum von Rumänien. Er schmiegt sich an die westliche Stadtgrenze von Klausenburg und erstreckt sich über ca. 295 ha. Es handelt sich um einen Laub-Mischwald aus Buchen, Eichen, Erlen und Birken. Er war den Einwohnern der Region Siebenbürgen schon in der Frühzeit bekannt, angeblich fürchteten sich die Menschen vor dem Waldesinneren, obgleich der Wald von jeher als Jagd- und Wandergebiet genutzt wurde. Der volkstümlichen Überlieferung zufolge wurde der Wald nach einem Hirten benannt, welcher mitsamt seinen rund 200 Schafen im Waldesinneren verschwunden sein soll. In den 1970er Jahren erlangte der Wald weltweite Bekanntheit durch eine angebliche UFO-Sichtungswelle.

## Nutzung
Offiziell gilt der Wald als Erholungs- und Wandergebiet. Regelmäßig finden Biking-Touren statt, gelegentlich auch Motocross-Touren.

## Phänomene
Der Hoia-Baciu ist in modernen Medien und Subkulturen als „Hotspot“ für angebliche UFO-Sichtungen und Spukerscheinungen bekannt, häufig unter dem Spitznamen „Bermuda-Dreieck von Europa“. Immer wieder kursieren Gerüchte und urbane Legenden um Begegnungen mit unbekannten Flugobjekten oder Geister- und Monstererscheinungen. Ihren Ursprung haben die Legenden in einem Bericht des Militärtechnikers Emil Barnea vom 18. August 1968. Barnea behauptet, über dem Hoia-Baciu ein hell leuchtendes Ufo gesichtet zu haben, er legte mehrere Schwarzweißfotografien vor, auf denen ein ringförmiges Objekt über dem Wald zu schweben scheint. Die Echtheit der Fotos wird jedoch von Skeptikern bezweifelt.
Auf der Videoplattform YouTube mehren sich private „Abenteuer-Dokumentationen“, in denen selbsterklärte „Spukforscher“ und Abenteurer den Hoia-Baciu aufsuchen (vor allem nachts), in der Hoffnung, paranormale Phänomene aufzeichnen zu können. Die meisten Aufnahmen sind jedoch ergebnislos und fallen unspektakulär aus.